# The Passion 2013
The Passion 2013 was de derde editie van The Passion, een Nederlands muzikaal-bijbels evenement dat jaarlijks op Witte Donderdag wordt gehouden, telkens op een andere locatie. Het evenement werd in 2013 op 28 maart in Den Haag gehouden, op diverse podia op de Hofvijver. Ook dit jaar werd het evenement op Nederland 1 uitgezonden. Naar The Passion keek een recordaantal kijkers van 2,3 miljoen mensen.

## Voorgeschiedenis
Na het enorme succes van voorgaande editie in Rotterdam waren er diverse steden die de 2013-editie van The Passion wilden huisvesten. Uiteindelijk werd voor Den Haag gekozen.
Het decor van The Passion 2013 kende een speciale setting. Het podium werd opgebouwd in het water van de Hofvijver en om de locatie voor publiek toegankelijk te maken, werden de passerende tramlijnen speciaal omgeleid.
Dit overzicht is mogelijk incompleet; u kunt helpen door het uit te breiden.

## Locaties
- Hofvijver — Locatie hoofdpodium, tevens finale
- Utrechtsebaan — Aankomst Jezus
- Scheveningse Bosjes — Start van de processie
- Hoek Herenstraat/Apendans — Duet Jezus en Petrus
- Plein — Laatste avondmaal
- Station Den Haag Centraal — Judas worstelt met het kwaad
- Scheveningse pier — Tuin van Getsemane
- Kurhaus — De ontkenning van Petrus

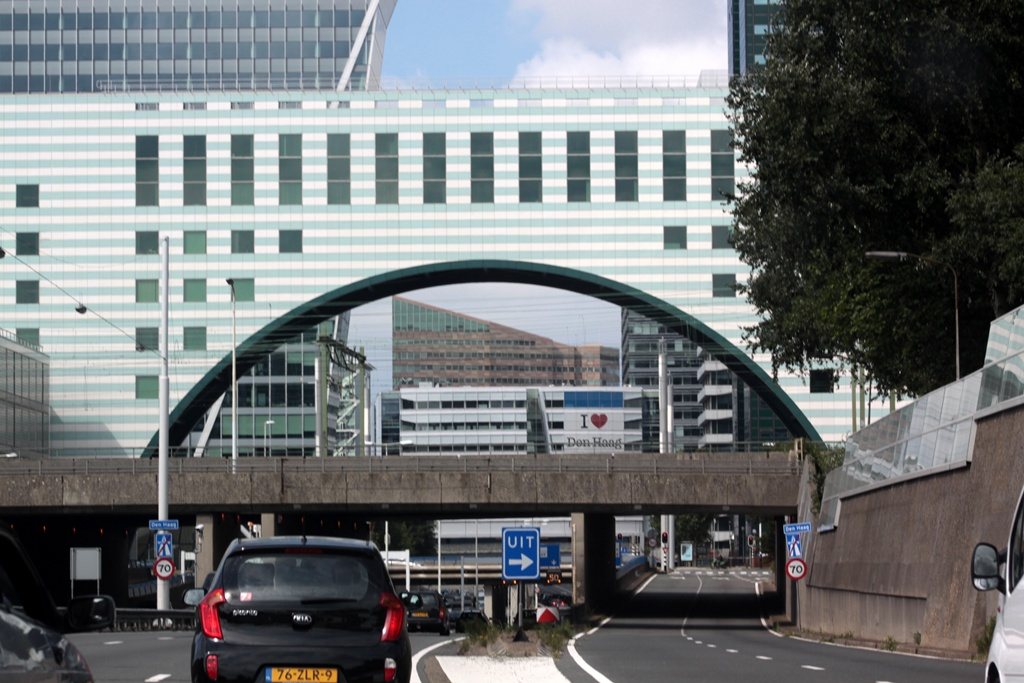
Utrechtsebaan
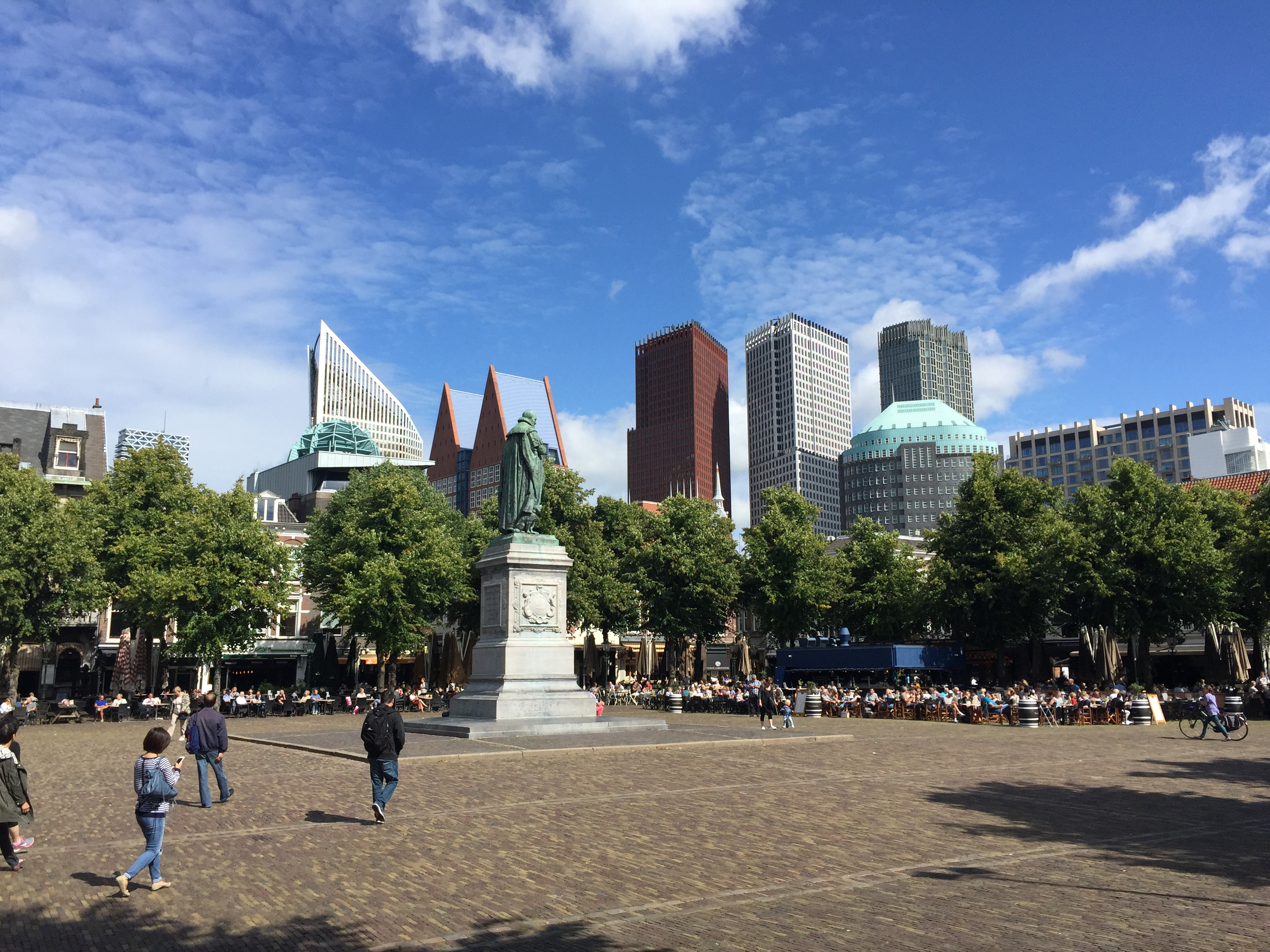
Plein
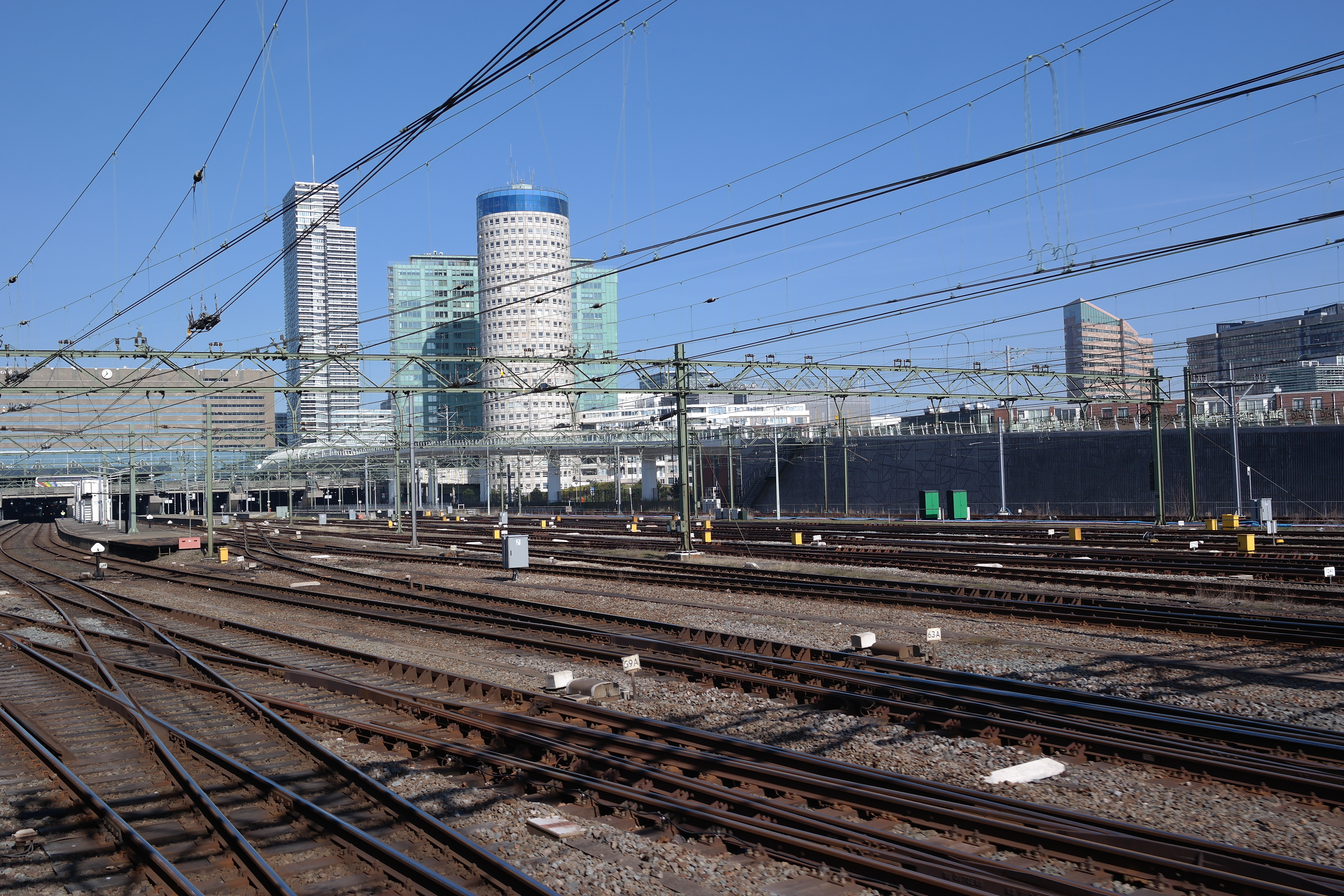
Station Den Haag Centraal
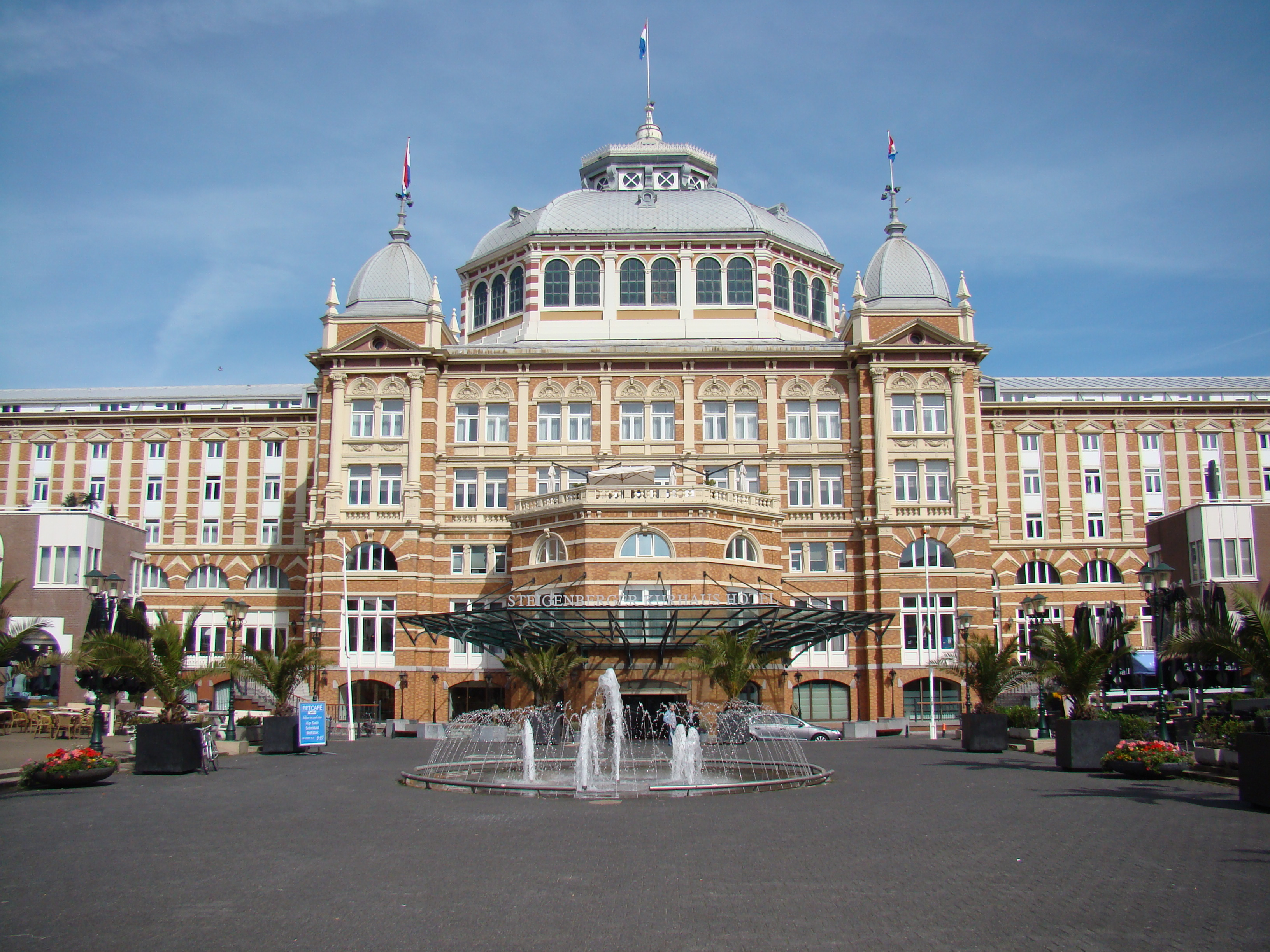
Kurhaus

## Rollen
De rol van Jezus werd gespeeld door René van Kooten. Anita Meyer vertolkte de rol van Maria, Daniël Boissevain was Judas, Jim Bakkum Petrus en Jörgen Raymann was de verteller. De muzikale begeleiding werd verzorgd door Eric van Tijn. Ook trad Zandtovenaar Gert van der Vijver op, die de kruisiging van Jezus uitbeeldde door middel van zand.
| Rol                | Naam                    |
| ------------------ | ----------------------- |
| Jezus              | René van Kooten         |
| Maria              | Anita Meyer             |
| Petrus             | Jim Bakkum              |
| Verteller          | Jörgen Raymann          |
| Verslaggever       | Renate Gerschtanowitz   |
| Judas              | Daniël Boissevain       |
| Pilatus            | Tom Jansen              |
| Discipel           | André Rouvoet           |
| Discipel           | Bert van Leeuwen        |
| Discipel           | Geert Hoes              |
| Discipel           | Klemens Patijn          |
| Discipel           | Wouter Braaf            |
| Discipel           | Koert-Jan de Bruijn     |
| Discipel           | Niels Jacobs            |
| Discipel           | André Dongelmans        |
| Discipel           | Milan van Weelden       |
| Discipel           | Wouter Brouwers         |
| Drummer            | Cesar Zuiderwijk        |
| Kraamhouder        | Judith Osborn           |
| Bezoeker kraam     | Anouchka van Miltenburg |
| Machthebber        | Hero Brinkman           |
| Politieofficier    | Koos Spee               |
| Politieagente      | Anousha Nzume           |
| Voorbijganger      | Frits Huffnagel         |
| Barman             | Bart Chabot             |
| Slechte misdadiger | Christophe Haddad       |
| Goede misdadiger   | Edo Brunner             |
| Barabbas           | Thomas Dekker           |

## Muzieknummers
| Titel                       | Oorspronkelijke artiest       | Gezongen door                        |
| --------------------------- | ----------------------------- | ------------------------------------ |
| Eén wereld                  | Jeroen van der Boom           | René van Kooten                      |
| Schouder aan schouder       | Marco Borsato en Guus Meeuwis | Anita Meyer                          |
| Ken jij mij                 | Trijntje Oosterhuis           | Jim Bakkum en René van Kooten        |
| Mooie dag                   | BLØF                          | René van Kooten                      |
| Hou me vast                 | Volumia! / Xander de Buisonjé | Anita Meyer                          |
| Ik kan het niet alleen      | Marco Borsato                 | Daniël Boissevain                    |
| Ik heb je lief              | Stef Bos                      | René van Kooten                      |
| Hart van mijn gevoel        | De Kast                       | Anita Meyer                          |
| De waarheid                 | Marco Borsato                 | René van Kooten en Daniël Boissevain |
| Zo stil                     | BLØF                          | Jim Bakkum                           |
| Pak maar m'n hand           | Nick & Simon                  | Anita Meyer                          |
| Zwart wit                   | Frank Boeijen Groep           | René van Kooten en Tom Jansen        |
| Laat me nu toch niet alleen | Clouseau / Johan Verminnen    | Anita Meyer                          |
| Pak maar m'n hand           | Nick & Simon                  | René van Kooten en cast              |